# Tödliches Verlangen (2017)
Tödliches Verlangen (Originaltitel: Inconceivable) ist ein US-amerikanischer Thriller aus dem Jahr 2017 mit Nicolas Cage in der Hauptrolle. Der Film hatte seine Premiere am 30. Juni 2017 in den US-Kinos.

## Handlung
Während sie ein weinendes Baby in der Hand hält, kämpft eine Frau mit einem Mann, vermutlich ihrem Ehemann, und tötet ihn. Vier Jahre später haben Angela und Brian eine vierjährige Tochter namens Cora. Die drei sind eine glückliche und enge Familie. Beide sind Ärzte, allerdings befindet sich Angela in Mutterschaftsurlaub. Durch Linda, eine Freundin, macht Angela die Bekanntschaft von Katie, deren vierjährige Tochter Maddie sich gut mit Cora versteht. Katie sagt, sie habe ihren Ehemann verlassen, der sie misshandelt hatte, geht aber nicht näher darauf ein. Sie weigert sich auch, sich fotografieren zu lassen. Brians Mutter Donna mag Katie von Anfang an nicht und stellt ihre Herkunft in Frage, weil sie spürt, dass etwas an ihr nicht stimmt.
Angela vertraut Katie an, dass sie Probleme mit der Empfängnis hatte und deswegen einen Eizellspender für Cora gefunden hat und jetzt wieder schwanger ist. Nach einer Fehlgeburt am Boden zerstört, lädt sie Katie ein, in das Gästehaus zu ziehen und als Teilzeit-Kindermädchen für sie zu arbeiten, damit sie sich erholen kann. Eines Nachts, als Katie weiß, dass Brian zuschaut, steigt sie nackt in den Pool. Brian fühlt sich unwohl und geht. Angela nimmt ihre Arbeit im Krankenhaus in Teilzeit wieder auf, um ihrem Leben mehr Sinn zu geben, während Katie auf Cora aufpasst.
Während ihrer freien Zeit im Haus stöbert Katie mit neidischen Gefühlen in Angela und Brians Habseligkeiten. Angela kommt eines Tages nach der Arbeit nach Hause und erwischt Katie beim Sex im Gästehaus mit einem Mann, den sie für Brian hält. Tatsächlich handelt es sich aber um eine Frau – Linda, wie sich später herausstellt. Nach anfänglicher Verlegenheit entspannt sich Angela etwas. Ihr Vertrauen zu Katie wächst, da sie nicht glaubt, dass Katie jemals Interesse an Brian haben würde. Linda sagt Katie aufgeregt, dass Angela Linda bitten wird, ihre Leihmutter zu sein, aber Katie kann kaum verbergen, wie es sie aufregt.
Anscheinend hat Angela noch einen Embryo von demselben Spender, von dem auch Cora gezeugt wurde, und sie möchte diesen verwenden, damit die beiden Vollgeschwister sein können. Katie vertraut Linda an, dass sie die Spenderin ist und dass ihre Tochter Maddie ebenfalls ihre war, aber von einer Mutter in Maine geboren wurde. Katie hat Maddie als Baby entführt, weil „die Mutter sich nicht um sie gekümmert hat“ und jetzt macht sie sich Sorgen, dass Cora auch nicht genug Aufmerksamkeit bekommt und will sie an sich nehmen. Sie ertränkt Linda in einem See – ein Paar findet später ihre Leiche.
Vier Monate später ist Katie schwanger – als Angelas Leihmutter. Donna fragt Angela, was Katie davon hat. Angela sagt, Katie bekomme dafür vierzigtausend Dollar und erwarte nichts weiter. In einem Rückblick wird offenbart, dass Katie, mit bürgerlichem Namen Tara, keine eigenen Kinder mehr haben kann. Als Katies Verhalten seltsamer und wahnhafter wird, wächst Angelas Misstrauen. Brian sagt, dass alles in Ordnung sein werde, und wenn erst einmal das Baby käme, würde Katie wieder ihr gewohntes Leben aufnehmen.
Ein paar Monate später erzählen Angela und Brian Katie, dass sie ein Vollzeit-Kindermädchen engagieren wollen, doch Katie beschuldigt sie wütend, dass sie ihr Kind von einem Fremden großziehen lassen wollen. Brian verteidigt sie und sagt, sie habe nur andere Überzeugungen als sie. Es wird klar, dass Angela und Brian nicht mehr so glücklich sind. Angela vermutet, dass Katie plant, das Baby zu behalten und zu verschwinden, und beschuldigt sie, Linda getötet zu haben, weil sie es für sich selbst wollte. Katie täuscht frühe Wehen vor. Brian ist wütend auf Angela und glaubt, dass sie Medikamente nimmt und den Verstand verliert.
Am nächsten Morgen, während Brian bei der Arbeit ist und Katie im Haupthaus im Bett des Mädchens schläft, schleicht sich Angela in das Gästehaus, um herumzuschnüffeln und schließlich hinter Katies Geheimnisse zu kommen, die bestätigen, dass sie psychisch krank ist und eine frühere Spenderin war. Angela bestellt einen DNA-Test für die Mädchen. Als sie die Proben abgibt merkt sie, dass Katie sie unter Drogen gesetzt hat und eilt nach Hause, wo sie Katie zur Rede stellt. Katie gibt alles zu und sticht sich in den Bauch, was möglicherweise dem Baby schadet. Katie sagt, sie wird allen erzählen, dass Angela versucht hat, sie zu töten.
Katie wird in die Notaufnahme gebracht und es findet ein Notfall-Kaiserschnitt statt. Ein gesunder Junge namens Gabriel wird geboren. Später wird jedoch bekannt, dass der DNA-Test zurückkam und zeigte, dass Maddie und Cora miteinander und mit Katie verwandt waren, was bedeutet, dass Angela die Wahrheit gesagt hatte. Es wird auch offenbart, dass sie Maddies Eltern getötet hat, bevor sie sie entführt und als ihr eigenes Kind beansprucht hat. Am Ende kommt Katie ins Gefängnis und Angela, Brian, Maddie, Cora und Baby Gabriel sind nun eine glückliche Familie.

## Synchronisation
Die Synchronisation des Films übernahm die DMT – Digital Media Technologie GmbH in Hamburg, nach einem Dialogbuch von Klaus Schönicke unter der Dialogregie von Detlef Klein.
| Rolle  | Schauspieler      | Deutscher Sprecher    |
| ------ | ----------------- | --------------------- |
| Brian  | Nicolas Cage      | Martin Keßler         |
| Angela | Gina Gershon      | Anke Reitzenstein     |
| Donna  | Faye Dunaway      | Angela Stresemann     |
| Katie  | Nicky Whelan      | Kristina von Weltzien |
| Linda  | Natalie Eva Marie | Angela Quast          |
| Barry  | Jonathan Baker    | Christos Topoulos     |